# Ticehursts goudoogboszanger
Ticehursts goudoogboszanger (Phylloscopus whistleri  synoniem: Seicercus whistleri) is een zangvogel uit de familie Phylloscopidae.

## Verspreiding en leefgebied
Deze soort telt twee ondersoorten:
- P. w. whistleri: de westelijke en centrale Himalaya.
- P. w. nemoralis: van de oostelijke Himalaya tot westelijk Myanmar.